# Kemvapenattacken i Douma
Den 7 april 2018 inträffade en kemvapenattack i Douma, Syrien. Attacken utfördes av den syriska armén och den tyska regeringen uppger sig ha bevis för saken, likaså organisationen OPCW.
 Attacken dödade enligt uppgifter i media, som bekräftats av
Union of Medical Care och hjälporganisationer, minst 70 personer. Enligt organisationen för förbud mot kemiska vapen OPCW bekräftar att klorgas användes i attacken. Organisationen för förbud mot kemiska vapen (OPWC) skickat i april 2018 sina experter till Syrien för att utreda om kemiska vapen använts och i så fall av vilken typ. Analyser från OPCW visar att klorgas med stor sannolikhet använts och att gasen kom från två cylindrar som manuellt placerades på stället. I rapporten från FOI så står det "Slutsatserna i FFM:s rapport om incidenten i Douma 7 april 201829 blev att två behållare med reaktivt klor, troligen klorgas, släpptes från en helikopter över stadsdelen, briserade vid nedslagsplatserna och medförde att ett stort antal offer blev exponerade."

## Reaktioner
Stater
- Australien: Australiens utrikesminister Julie Bishop twittrade: "We urge all parties involved in #Syria conflict to apply maximum pressure on the Syrian regime to fully halt any and all chemical weapons related activity."[11]
- Ryssland: Rysslands utrikesdepartement dementerade uppgiften att kemiska vapen använts. Enligt Rysslands utrikesdepartement är rapporten bara ytterligare ett exempel på fake news om att den syriska regimen använder sig av kemiska vapen.[12]